# Friedrich Schweitzer
Friedrich Schweitzer (* 24. Dezember 1954 in Owen) ist ein deutscher evangelischer Theologe und Religionspädagoge. Bis 2025 war er langjähriger Vorstandsvorsitzender des Comenius-Instituts, der evangelischen Arbeitsstätte für Erziehungswissenschaft in Münster.

## Leben
Friedrich Schweitzer studierte bis 1979 Evangelische Theologie und Pädagogik in Tübingen und erwarb 1980 den Master of Theology an der  Harvard University. 1983 wurde er in Tübingen mit der sozialwissenschaftlichen Dissertation Identität und Erziehung. Was kann der Identitätsbegriff für die Pädagogik leisten? promoviert und habilitierte sich 1992 im Fach Evangelische Theologie mit der Arbeit Die Religion des Kindes. Zur Problemgeschichte einer religionspädagogischen Grundfrage. Im Jahr 1992 wurde er auf den Lehrstuhl für Praktische Theologie/Religionspädagogik an der Universität Mainz berufen. Von 1995 bis 2022 hatte er den Lehrstuhl für Praktische Theologie/Religionspädagogik an der Universität Tübingen inne. Danach wurde er ebendort zum Seniorprofessor ernannt. Schweitzer hat Gastdozenturen und Lectureships in Princeton, Budapest, Riga, Thessaloniki und Wien wahrgenommen. Etliche seiner Werke sind in dänischer, englischer, japanischer, niederländischer, koreanischer oder ungarischer Sprache erschienen.
Schweitzer war bis 2014 Vorsitzender der Kammer der Evangelischen Kirche in Deutschland (EKD) für Bildung und Erziehung, Kinder und Jugend und leitet das Evangelische Institut für berufsorientierte Religionspädagogik (EIBOR), in dem  sich ein Team aus den Fachbereichen Theologie, Psychologie, Pädagogik und Erziehungswissenschaften mit der Erforschung, Weiterentwicklung sowie Unterstützung des Religionsunterrichts an Beruflichen Schulen beschäftigt.

## Auszeichnungen
Am 9. Juni 2017 wurde Friedrich Schweitzer mit der Ehrendoktorwürde der Universität Helsinki in Finnland ausgezeichnet.

## Werke (Auswahl)
- Identität und Erziehung. Was kann der Identitätsbegriff für die Pädagogik leisten? Weinheim/Basel 1985 (Nachdruck 1987)
- Lebensgeschichte und Religion. Religiöse Entwicklung und Erziehung im Kindes und Jugendalter. München 1987 (4. erw. Aufl. 1999, 8. Aufl. 2016)
- Die Religion des Kindes. Zur Problemgeschichte einer religionspädagogischen Grundfrage. Gütersloh 1992
- Religionsunterricht und Entwicklungspsychologie. Elementarisierung in der Praxis. Gütersloh 1995 (2. Aufl. 1997)
- Die Suche nach eigenem Glauben. Einführung in die Religionspädagogik des Jugendalters. Gütersloh 1996 (2. Aufl. 1998) (gemeinsam mit Karl Ernst Nipkow/G. Faust-Siehl/B. Krupka)
- Das Recht des Kindes auf Religion. Ermutigungen für Eltern und Erzieher. Gütersloh 2000 (2. Aufl. 2019)
- Religionspädagogik (= Lehrbuch Praktische Theologie 1). Gütersloh 2006
- Dialogischer Religionsunterricht. Analyse und Praxis konfessionell-kooperativen Religionsunterrichts im Jugendalter. Freiburg 2006 (gemeinsam mit Albert Biesinger, Jörg Conrad, Matthias Gronover)
- Elementarisierung und Kompetenz. Wie Schülerinnen und Schüler von „gutem Religionsunterricht“ profitieren. Neukirchen-Vluyn 2008 (3. Aufl. 2913) (gemeinsam mit Ulrike Baumann u. a.)
- Religiöse Erziehung in evangelisch-katholischen Familien. Freiburg 2009. (gemeinsam mit Albert Biesinger)
- Konfirmandenarbeit in Deutschland. Empirische Einblicke, Herausforderungen, Perspektiven. Mit Beiträgen aus den Landeskirchen. Gütersloh 2009. (gemeinsam mit Wolfgang Ilg, Volker Elsenbast)
- Kindertheologie und Elementarisierung. Wie religiöses Lernen mit Kindern gelingen kann. Gütersloh 2011
- Schöpfungsglaube – nur für Kinder? Zum Streit zwischen Schöpfungsglaube, Evolutionstheorie und Kreationismus. Neukirchen – Vluyn 2012
- Religionspädagogische Kompetenzen. Zehn Zugänge für pädagogische Fachkräfte in Kitas. Freiburg 2013 (gemeinsam mit A. Biesinger)
- Interreligiöse Bildung. Religiöse Vielfalt als religionspädagogische Herausforderung und Chance. Gütersloh 2014
- Das Bildungserbe der Reformation. Bleibender Gehalt, Herausforderungen, Zukunftsperspektiven. Gütersloh 2016
- Religion noch besser unterrichten. Qualität und Qualitätsentwicklung im RU. Vandenhoeck & Ruprecht, Göttingen 2020
- Dialogisch – kooperativ – elementarisiert. Interreligiöse Einführung in die Religionsdidaktik aus christlicher und islamischer Sicht. Vandenhoeck & Ruprecht, Göttingen 2022 (mit Fahimah Ulfat)
- Lernen im Religionsunterricht. Was der RU leisten kann und wie er seine Ziele erreicht. Vandenhoeck & Ruprecht, Göttingen 2024
- Eine Kita für alle Religionen. Neue Impulse für die Elementarpädagogik. Herder, Freiburg 2024

## Herausgebertätigkeit / Mitarbeit bei Zeitschriften
- Der Evangelische Erzieher/Zeitschrift für Pädagogik und Theologie (als Mitherausgeber, seit 1990)
- Jahrbuch der Religionspädagogik (als Mitherausgeber, seit 1992)
- International Journal of Practical Theology (als Mitbegründer)
- RGG 4. Auflage (als Fachberater für Praktische Theologie 1992–1998)
- Friedrich Jahresheft IV: Lernen – Ereignis und Routine. 1986 (als Mitherausgeber)
- Lutherische Monatshefte/Zeichen der Zeit (als ständiger Mitarbeiter in der Redaktion; 1990 bis zum Auslaufen der Zeitschrift)
- Religion und Pädagogik. Thementeil von Zeitschrift für Pädagogik 38 (1992), Heft 2 (zusammen mit Jürgen Oelkers)